# Lenguas mandé suroccidentales
Las lenguas mandé suroccidentales o mende-kpelle son una división de las lenguas mandé habladas en Liberia, Guinea y Sierra Leone. Entre las lenguas mandé suroccidentales la más importante demográficamente es el kpelle.

## Clasificación interna
Entre los grupos filogenéticos claramente bien establecidos que forman parte de las lenguas mandé noroccidentales están:
- Lenguas mende-looma
  - Lenguas mende-bandi:
  - Idioma Looma
- Idioma kpelle

## Comparación léxica
Los numerales en diferentes lenguas mandé suroccidentales son:
| GLOSA | Kpelle            | Kpelle           | Looma           | Looma            | Mende-Bandi   | Mende-Bandi       | Mende-Bandi     | PROTO- MANDÉ SOc.     |
| GLOSA | Kpelle de Liberia | Kpelle de Guinea | Loma            | Zialo            | Mende         | Bandi             | Loko            | PROTO- MANDÉ SOc.     |
| ----- | ----------------- | ---------------- | --------------- | ---------------- | ------------- | ----------------- | --------------- | --------------------- |
| '1'   | taːŋ/ tɔnɔ        | táːŋ/ tɔ̀nɔ̀       | gílàg           | gílá(g)          | yilá/ itáː    | hítà(ŋ)           | íla(ŋ)          | *gila(n)/ *gita(n)    |
| '2'   | feːrɛ             | hvèːlɛ̌           | félé(gɔ̀)        | fèlè(g)          | felé          | fèlé(ŋ)           | félé(ŋ)         | *fela(gɔ)             |
| '3'   | saːɓa             | hàːbǎ/ hàːbá     | sáwà(gɔ̀)        | sáwá(g)          | sawá          | sàwá(ŋ)           | sáwá(ŋ)         | *sawa(gɔ)/ <*saba(gɔ) |
| '4'   | náːŋ              | náːŋ́             | náːnĩ̀(gɔ̀)       | náːní(g)         | náːni         | náːnì(ŋ)          | náːí(ŋ)         | *náːní(gɔ)            |
| '5'   | nɔ́ːlu lɔ́ːlu       | lɔ́ːlí            | dɔ́ːlù̀(gɔ̀)       | dɔ́ːlú(g)         | lɔ́ːlu         | ndɔ̀ɔ́lú(ŋ)         | ńdɔu(ŋ)         | *dɔːlú(gɔ)            |
| '6'   | mɛi da (5+1)      | mɛ̀í dà (5+1)     | dòzìtà (5+1)    | gɔ̀zìtà(g) (5+1)  | wɔ́íta (5+1)   | nɡɔ̀hítá(ŋ) (5+1)  | ŋɡɔhita (5+1)   | *ŋ-do-hita            |
| '7'   | mɛi feːrɛ (5+2)   | mɛ̀ì hvéːlɛ̀ (5+2) | dɔ́fèlà (5+2)    | gɔ̀fèlà(g) (5+2)  | wɔ́fíla (5+2)  | ŋɡɔ̀félà(ŋ) (5+2)  | ŋɡɔfɛla (5+1)   | *ŋ-do-fela-           |
| '8'   | mɛi saːɓa (5+3)   | mɛ̀ì háːbà (5+3)  | dɔ́sáwà (5+3)    | gɔ̀zák͡pà(g) (5+3) | wáyák͡pá (5+3) | ŋɡɔ̀hák͡pá(ŋ) (5+3) | ŋɡɔsaːk͡pa (5+1) | *ŋ-do-sak͡pa           |
| '9'   | mɛi náːŋ (5+4)    | mɛ̀ì náːŋ́ (5+4)   | tàwù̀(gɔ̀) (10-1) | tàːwù̀(g) (10-1)  | táːlú (10-1)  | tàːwú(ŋ) (10-1)   | raːbu (10-1)    | *(hi)-taː-puː(gɔ)     |
| '10'  | puː               | pòǔ              | pù(gɔ̀)          | púː(g)           | puú           | púù(ŋ)            | puu(ŋ)          | *puː(gɔ)              |